# Gelej
Gelej is een plaats (község) en gemeente in het Hongaarse comitaat Borsod-Abaúj-Zemplén. Gelej telt 704 inwoners (2001).